# Aki Maeda
Pour les articles homonymes, voir Aki Maeda (MAX) et Maeda.
 (mai 2024).
Si vous disposez d'ouvrages ou d'articles de référence ou si vous connaissez des sites web de qualité traitant du thème abordé ici, merci de compléter l'article en donnant les références utiles à sa vérifiabilité et en les liant à la section « Notes et références ».
Aki Maeda (前田亜季, Maeda Aki, née le 11 juillet 1985 à Kanagawa, Japon) est une actrice japonaise, ayant notamment joué dans le film Battle Royale en 2000. Elle enregistre aussi quelques disques comme chanteuse entre 1998 et 2000, et comme batteuse du groupe Paran Maum pour le film Linda Linda Linda en 2005.

## Discographie

### Singles
- 1998 : Don't Cry
- 1999 : Gomen ne
- 2000 : Daijōbu
- 2000 : Genki no SHOWER

### Albums
- 1999 : Winter Tales

Participations
- 2000 : Boys be... OST
- 2005 : Linda Linda Linda OST (en tant que batteuse du groupe Paran Maum)
- 2005 : We are PARAN MAUM (en tant que batteuse du groupe Paran Maum)

## Filmographie
- Gin-iro no ame, 2009
- Saigo no senpan, 2008 (TV)
- Jirochô sangokushi, 2008
- Kariya keibu shirîzu 3: Kyôto sadô san shimai satsujin jiken, 2007 (TV)
- Mizu ni Sumu Hana, 2006
- Saishuu Heiki Kanojo, 2006
- Harami, 2005
- Linda Linda Linda, 2005
- Out of This World, 2004
- Battle Royale II: Requiem, 2003
- The Cat Returns, 2002 (voix)
- Genji: A Thousand-Year Love, 2002
- Godzilla, Mothra and King Ghidorah: Giant Monsters All-Out Attack, 2001
- Cosmic Baton Girl Comet-san, 2001) (voix)
- High School Girl's Friend, 2001
- Battle Royale, 2000
- Gamera 3: Awakening of Irys, 1999

## Liens
- (ja) Profil officiel
- « Aki Maeda » (présentation), sur l'Internet Movie Database